# Calliphora transmarina
Calliphora transmarina är en tvåvingeart som först beskrevs av Camillo Rondani 1863.  Calliphora transmarina ingår i släktet Calliphora och familjen spyflugor. Inga underarter finns listade i Catalogue of Life.